# Велітроніка
Велітро́ніка (від англ. valleytronics = valley (долина) + electronics (електроніка)) — галузь фізики конденсованого середовища, у якій вивчається можливість контролювати долини зони Бріллюена, у яких знаходяться носії заряду. Деякі напівпровідники та напівметали мають кілька зонних долин (локальних мінімумів першої зони Брілюена).

## Основна ідея
Ідея велітроніки полягає у тому, щоб використовувати долини як додатковий ступінь вільності та кодувати інформацію за допомогою різних дискретних значень імпульсу, що відповідають різним долинам.

## Застосування та перспективні матеріали
Матеріали, які вважаються перспективними з точки зору велітроніки: молібден, вольфрам, сірка, селен.
Термін «велітроніка» було створено за аналогією з терміном «спінтроніка», відповідно у спінтроніці розглядається можливість контролю та маніпуляцій зі спінами електронів.